# کازوماسا تاکاگی
کازوماسا تاکاگی (انگلیسی: Kazumasa Takagi؛ زادهٔ ۱۷ دسامبر ۱۹۸۴) بازیکن فوتبال اهل ژاپن است.
از باشگاه‌هایی که در آن بازی کرده‌است می‌توان به باشگاه ورزشی توچیگی و باشگاه فوتبال سانفریس هیروشیما اشاره کرد.